# ماكس كريستي
ماكس كريستي (بالإنجليزية: Max Christie)‏ (7 نوفمبر 1971 بإدنبرة في المملكة المتحدة - ) هو مدرب كرة قدم ولاعب كرة قدم بريطاني في مركز الوسط. لعب مع نادي جنوب الصين ونادي دندي ونادي ألوا أثليتيك.